# 旧坦恩
旧坦恩（法語：Vieux-Thann，法語發音：[vjø tan] ⓘ）是法国大東部大區上莱茵省的一个市镇，属于坦恩-盖布维莱尔区。

## 地名
该地名“Vieux-Thann”意为“旧的Thann”，其中“Thann”为临近市镇，其为上莱茵省副省会城市，通译作“坦恩”，然而《世界地名翻译大辞典》却在已将“Thann”译作“坦恩”的情况下，将“Vieux-Thann”误译作“旧塔恩”。

## 地理
旧坦恩（47°48'7"N, 7°7'15"E）面积5.11 平方千米，位于法国大東部大區上莱茵省，该省份为法国东部内陆省份，是阿尔萨斯的一部分，今与下莱茵省组成了阿尔萨斯欧洲集体，其北临下莱茵省，西接孚日省，西南接贝尔福地区省，东侧沿莱茵河与德国相望，南与瑞士接壤。
与旧坦恩接壤的市镇（或旧市镇、城区）包括：坦恩、什泰因巴克、塞尔奈、莱姆巴克、阿斯帕克-米歇尔巴克。
旧坦恩的时区为UTC+01:00、UTC+02:00（夏令时）。

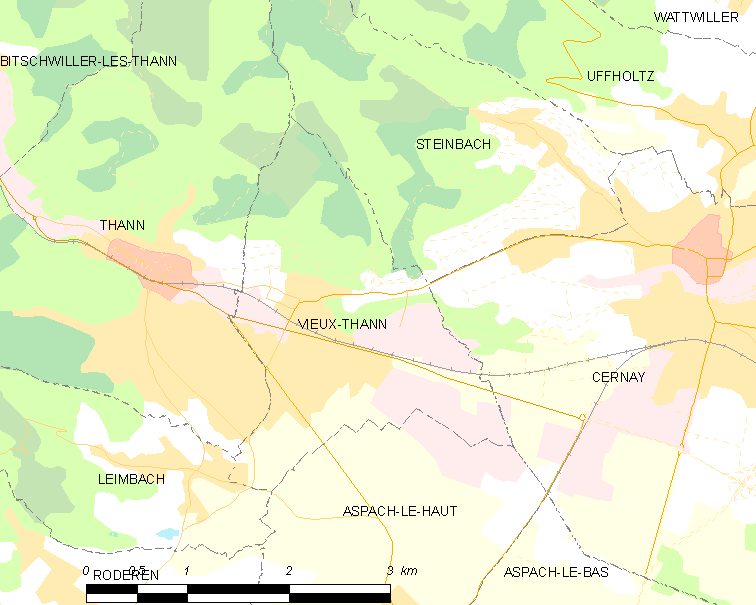
旧坦恩的OSM定位图

## 行政
旧坦恩的邮政编码为68800，INSEE市镇编码为68348。

## 政治
旧坦恩所属的省级选区为塞尔奈县。

## 人口

1962-2008年间旧坦恩人口变化图示

旧坦恩于2022年1月1日时的人口数量为2874人。